# アステロイド・ズー
アステロイド・ズー（英: Asteroid Zoo）は、市民科学プロジェクトのウェブプラットフォームであるズーニバースと、将来の小惑星の鉱業を目的とする企業であるプラネタリー・リソーシズ社がかつて行っていた市民科学プロジェクトである。
このプロジェクトを通じてボランティアは、小惑星を探すために毎晩夜空に望遠鏡を向けて大量の画像を撮影しているカタリナ・スカイサーベイが取得した古いデータを用いて、観測時には気づかれなかった未発見の小惑星を発見することができる。
このプロジェクトの主要目的は、潜在的に危険性のある地球近傍小惑星を発見して地球を守ること、そして将来的に鉱業採掘を行える可能性のある候補天体を探すこと、太陽系についての研究、さらに天文学のデータ解析におけるクラウドソーシングの潜在的な利点の検証が挙げられている。
このプロジェクトは2014年にKickstarterからの約150万ドルもの資金提供を受けて、同じくプラネタリーリソース社の民間宇宙望遠鏡プロジェクトARKYD(のちに中止)とともに立ち上がった。
2016年に、アステロイド・ズーのチームは、利用可能な画像データが全てボランティアによって解析が達成されたため、プロジェクトを無期限に中断した
その間、いくつかの出版物が公表されている
その後も再開のめどは立っていないが、2023年からはカタリナ・スカイサーベイと同じグループが行っているレモン山サーベイのデータを使用して同様にボランティアと小惑星を捜索するズーニバース上のプロジェクト、デイリーマイナープラネットが実施されている。